# Seriáž
Seriáž je výtvarná technika koláže, ve které jsou jednotlivé segmenty organizovány podle předem stanoveného matematického klíče. Za jejího zakladatele je označován Josef Honys,

## Metoda
Teorie zakladatele Josefa Honyse vychází z představy, že obrazy jsou seskupením jistých jednotek – nositelů estetických i jiných hodnot – a to nejen v původním seskupení, ale i tehdy, jsou - li znovu a jinak seřazeny. Smyslem seriáže je odhalení vnitřní struktury původního obrazu a jeho skrytých tendencí na základě přeskupení jednotek, z nichž se skládá. Vhodná jednotka má být zvolena dle optimálního tvaru (nejlépe ve formě symetrického geometrického útvaru) a velikosti, aby je bylo možno k sobě přiřazovat. Tyto jednotky jsou pak přeskupeny buď náhodně, nebo podle matematických vzorců do nově vzniklé výtvarné struktury, která nemusí vůbec, nebo jen v nepatrné míře připomínat původní obraz. Technika byla někdy kombinována s dalšími výtvarnými doplňky (malba, koláž, asambláž) používanými v avantgardním výtvarném umění zejména 60. let 20. století.

## Galerie

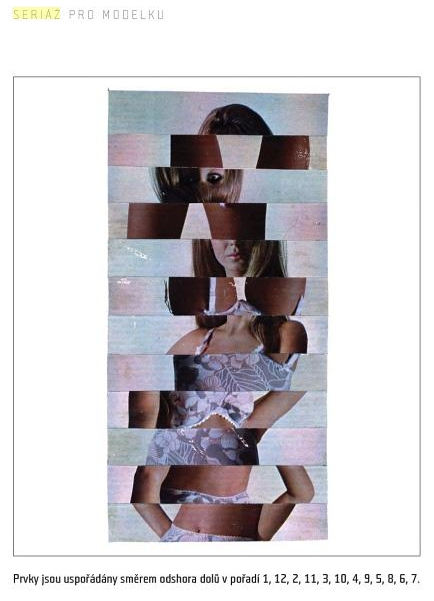
Seriáž pro modelku
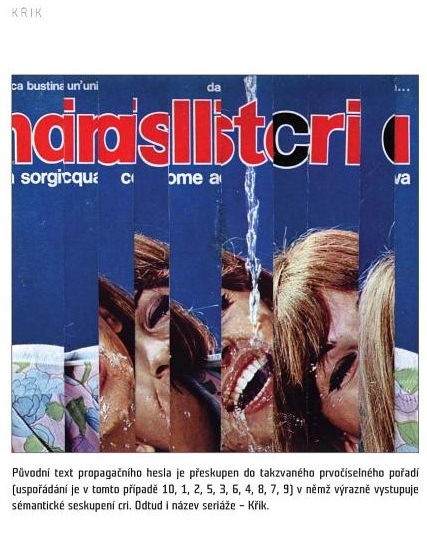
Křik
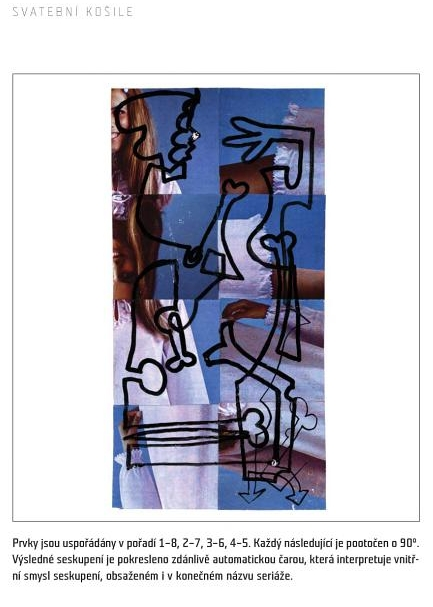
Svatební košile